# Fred Luscomb
Fred A. Luscomb (Battle Creek, 10 augustus 1860 – Bellevue, 10 juni 1924) was een Amerikaans componist, muziekpedagoog, dirigent en klarinettist.

## Levensloop
Luscomb was een opgeleid militaire muzikant onder anderen in de militaire muziekkapel van het United States Cavalry Regiment nr. 5. Vervolgens werd hij muziekleraar aan diverse openbare scholen. In 1905 werd hij docent en hoofd van de muziekafdeling aan het Central Normal College in Danville. Hier werd hij ook dirigent van de schoolharmonieorkesten. Op basis van zijn ervaring als leerkracht aan openbare scholen publiceerde hij in 1913 het boek How to Teach Music in the Public Schools .... Als componist schreef hij een aantal werken voor orkest, harmonieorkest, maar ook kamermuziek.

## Composities

### Werken voor orkest
- 1905 Cuban Dance, karakterstuk
- 1907 A Flower of June, wals
- 1908 Farmer Bungtown, humoristische mars
- 1909 Cordova, Spaanse dans
- 1913 Natalia, Spaans pastorale
- 1918 Dramatic Andante
- 1918 Dramatic maestoso
- 1918 Allegro Vivace (for Hunting Scenes)
- American rhapsody
- Andante serioso
- Storm furioso
- The stampede
- Wedding morn

### Werken voor harmonieorkest
- 1885 Le Pirate, ouverture
- 1885 Robin Adair, Air varie
- 1898 Prince Rupert, ouverture
- 1898 On the War Path, galop voor kornet solo en harmonieorkest
- 1899 Viking
- 1901 The reveries of Yacob mit his pipe, beschrijvende fantasie voor harmonieorkest
- 1906 Peruvian Dance, voor kornet solo en harmonieorkest
- 1907 La Belle da Peru, intermezzo (samen met: Mackie-Beyer)
- 1907 An Evening in San Juan, intermezzo
- 1910 The belle of Santiago
- 1912 Arabian twilight, oriëntaals caprice 
  1. The approach of the camels
  2. The monk's processional
  3. The call to prayer
  4. Dance of the dervishes
- 1912 Moorish processional, humoreske
- 1914 By a babbling brook, serenade voor kornet, trombone en harmonieorkest
- 1914 Friendly greeting, mars
- 1914 Friendship, mars
- 1914 With a light step, mars
- 1916 Cleopatra Overture
- 1918 Dramatic agitato - for disputes, voor harmonieorkest
- 1920 Encomium, ouverture
- A Trip to the Country
- Amanda, schottisch
- American Independence
- Dixie lancers, voor harmonieorkest 
  1. When Johnny comes marching home
  2. Carry me back to old Virginia's shore
  3. Bonni blue flag
  4. My wife's dead and I am a widower
- For weal or woe, serenade
- Greeting March
- Ivanhoe march
- La Marjorie, polka
- Ole Uncle Charley's march
- The juggler march
- Tobias Green

### Kamermuziek
- 1892 Old folks at home, fantasie voor klarinet en piano
- 1897 Dixie, grote fantasie voor klarinet en piano
- 1917 My Old Kentucky Home, voor klarinet en piano
- 1917 Twilight, serenade voor klarinet en piano
- 1917 Yankee Doodle, air varie voor klarinet en piano
- Beatrice, polka voor altsaxofoon en piano
- Frances, Serenade and Polonaise, voor klarinet (solo)
- Killarney, voor altsaxofoon en piano

### Werken voor piano
- 1908 Turkish Imperial Guard's March
- 1909 Cordova, Spaanse dans
- 1911 Moorish processional, humoreske

## Publicaties
- How to Teach Music in the Public Schools ..., Willis Music Company, 1913. 40 p.